# Ativo, passivo e versátil
Em sexualidade humana, ativos, passivos e versáteis são posições sexuais ou funções durante a atividade sexual, especialmente entre homens. Um ativo é geralmente uma pessoa que penetra, um passivo é geralmente aquele que recebe a penetração, e alguém que é versátil se envolve em uma ou em ambas as funções. Estes termos podem ser elementos de auto-identidade que indicam um indivíduo, de costume, de preferência e hábitos, mas também pode descrever mais amplo do que as identidades sexuais e de papéis sociais.
No Brasil, há também o uso de gouinage, sendo gouine quem desejar sexo sem penetração, semelhante a g0y.

## Ativo(a)

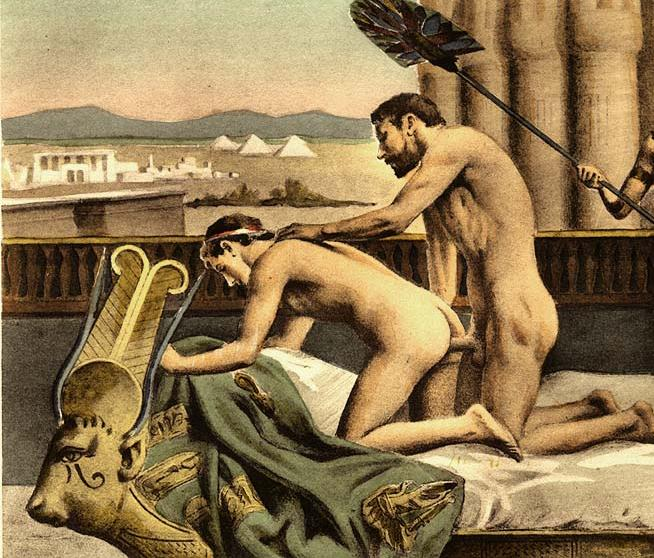
Pintura homoerótica do século 19 retratando Adriano penetrando Antínoo (detalhe), de Paul Avril

Um ativo geralmente é uma pessoa que desempenha o papel de penetração durante a atividade sexual; para homens que fazem sexo com homens (HSH), isso geralmente envolve penetração usando o pênis durante o sexo anal ou oral. Top também é usado como verbo que significa "penetrar no outro" em inglês. Ativo também pode descrever uma identidade pessoal mais ampla envolvendo domínio em um relacionamento romântico ou sexual; no entanto, essa estipulação não é um elemento necessário para ser um top.
Existem vários termos relacionados. No que diz respeito à sexualidade gay masculina, um total top é aquele que assume um papel exclusivamente penetrativo para o sexo. Um power top é aquele conhecido por sua grande habilidade ou agressividade no topping. Um service top é "aquele que exerce o ato penetrativo sob o controle de um passivo mais ávido". Um versátil ativo é aquele que prefere ser ativo, mas ocasionalmente se coloca no papel de passivo. Os termos penetrative partner  ou giver são sinônimos de top, criados para descrever o ato de penetrar sem implicar em relações não igualitárias entre os participantes. 
Trevor Hart, dos Centros de Controle e Prevenção de Doenças, descobriu que os tops autoidentificados eram mais propensos a atuar como parceiro penetrante em outras atividades sexuais (além da relação anal), incluindo sexo oral e brinquedos sexuais .

## Passividade

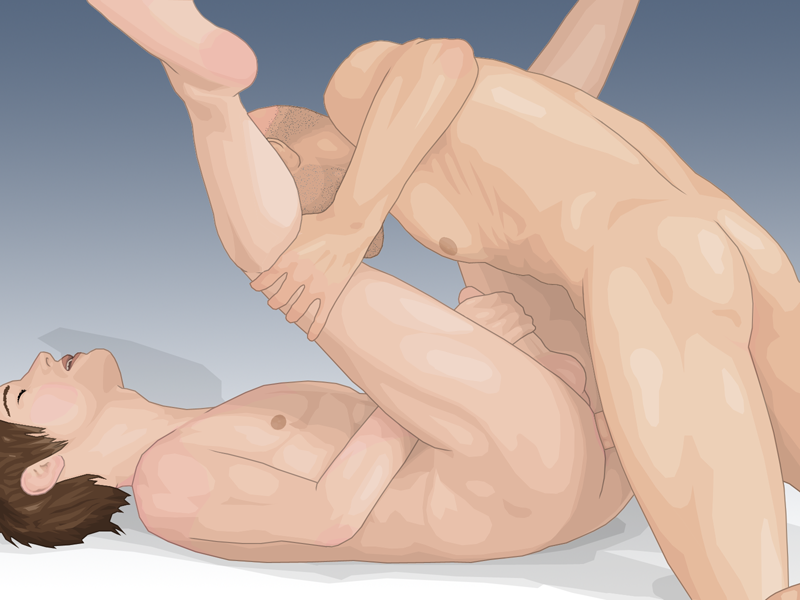
O homem à direita é o "ativo" e o homem à esquerda é o "passivo"

O passivo ou passível geralmente é o parceiro receptivo durante a penetração sexual. Isso frequentemente se refere aos HSH que são penetrados pelo ânus durante o sexo anal. Bottom também é usado como um verbo que significa "ser penetrado por outro, seja anal ou oralmente". Bottom também pode descrever um contexto social mais amplo de submissão dentro de um relacionamento romântico ou sexual, embora este elemento não se aplique a todas as pessoas que preferem o bottom.
Na sexualidade gay masculina, um bottom total ou passivo radical (comumente abreviado a radpas/s) é alguém que assume um papel exclusivamente receptivo durante a relação anal ou oral. Um "power bottom é alguém que gosta de ser agressivamente o parceiro receptivo. Um passivo versátil é aquele que prefere ser passivo, mas ocasionalmente é ativo. O termo receiver ou receptive partner pode ser preferido por alguns. O bottom oral é o parceiro exclusivamente receptivo no sexo oral, fornecendo ao parceiro penetrativo, ou top oral, felação e irrumatio não correspondidas .

## Versatilidade
Versátil, também chamado de relativo, se refere a uma pessoa que gosta tanto de topping quanto de bottoming, ou de ser dominante e submissa (switch), e pode alternar entre os dois em situações sexuais. Flip-flop ou flip fuck (troca-troca) comumente descrevem a mudança de cima para baixo durante um encontro sexual entre dois homens. Cada participante penetra no outro e é penetrado por sua vez.